# Spitssnuitkoraalklimmer
De spitssnuitkoraalklimmer (Oxycirrhites typus) is een straalvinnige vissensoort uit de familie van koraalklimmers (Cirrhitidae). De wetenschappelijke naam van de soort is voor het eerst geldig gepubliceerd in 1857 door Bleeker.

## Kenmerken
Het lichaam van deze 13 cm lange vis bevat een ruitjespatroon van rode strepen en vlekjes op een beigekleurige ondergrond. De staart en vinnen hebben een grijsachtige kleur. De voorste rugvin bevat 7 tot 8 lange rugvinstekels. De vis heeft een verlengde snuit.

## Leefwijze
Het voedsel van deze solitaire, territoriale roofvis bestaat in hoofdzaak uit kleine visjes en ongewervelden, die hij vanaf de zeebodem aanvalt. Bij bedreiging duikt hij weg in een spleet en zet zich daar schrap, hetgeen hij doet door middel van de stekels op zijn borstvinnen. Het mannetje heeft doorgaans een harem met vrouwtjes. Als hij sterft, wordt dit overgenomen door een vrouwtje, die dan een geslachtsverandering ondergaat.

## Verspreiding en leefgebied
Deze soort komt voor in de Grote- en Indische Oceaan op koraal- en rotsriffen.

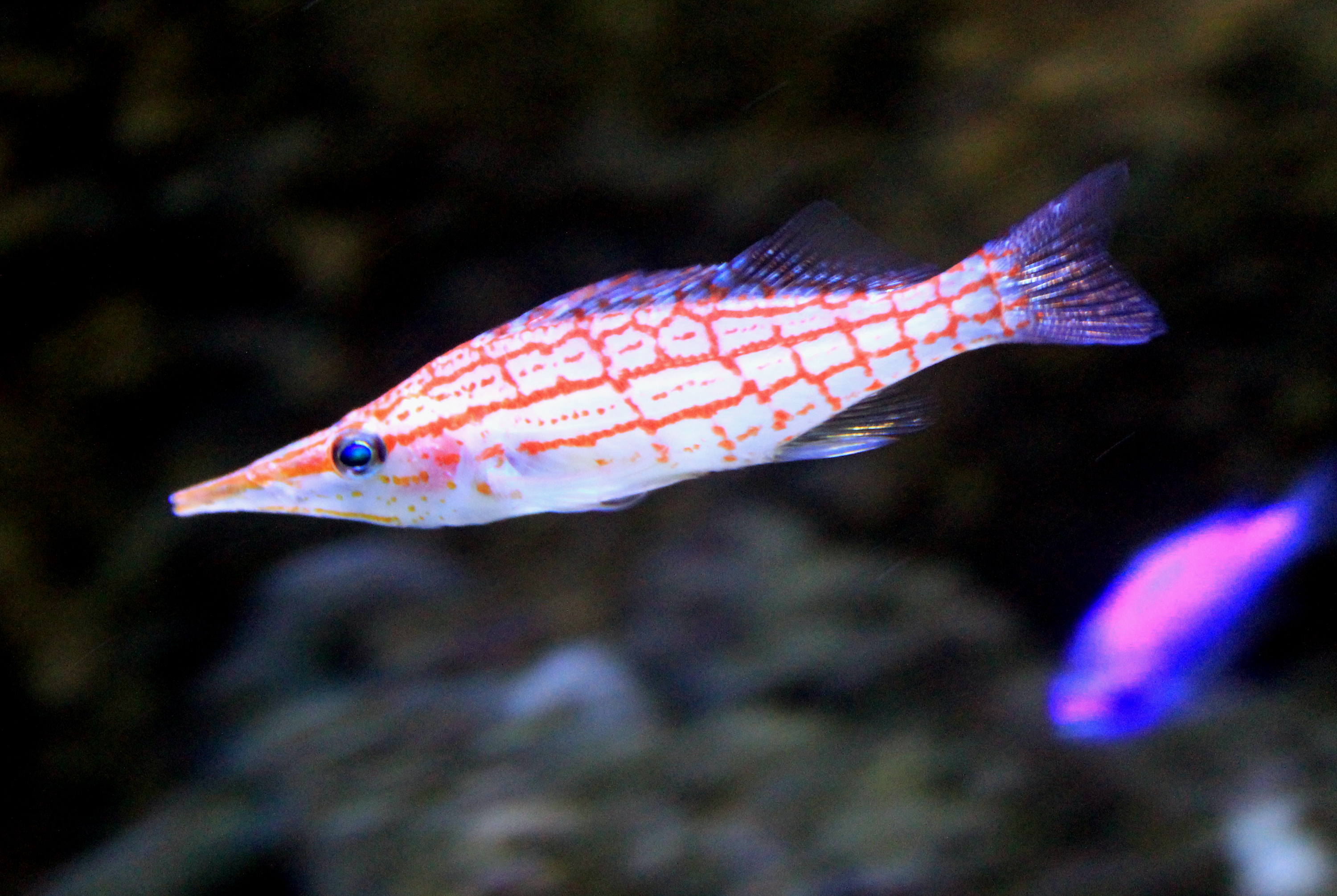
In Prague sea aquarium